# Bernard Chiarelli
Bernard Chiarelli (24. února 1934, Valenciennes – 17. listopadu 2024) byl francouzský fotbalista, záložník.

## Fotbalová kariéra
Hrál ve francouzských klubech US Valenciennes, RC Lens, Lille OSC, CS Sedan, Le Havre AC, EF Bergerac a AS Nontron. V Ligue 1 nastoupil ve 135 utkáních a dal 19 gólů. Za reprezentaci Francie nastoupil v roce 1958 v přátelském utkání se Švýcarskem. Byl členem reprezentace Francie na Mistrovství světa ve fotbale 1958, kde Francie obsadila třetí místo, ale v utkání nenastoupil a zůstal mezi náhradníky.

## Ligová bilance
| Ročník            | Zápasy | Góly | Klub            |
| ----------------- | ------ | ---- | --------------- |
| Ligue 2 1951/1952 | 2      | 0    | US Valenciennes |
| Ligue 2 1952/1953 | 8      | 0    | US Valenciennes |
| Ligue 2 1953/1954 | 34     | 5    | US Valenciennes |
| Ligue 2 1954/1955 | 34     | 3    | US Valenciennes |
| Ligue 2 1955/1956 | 34     | 6    | US Valenciennes |
| Ligue 1 1956/1957 | 33     | 3    | US Valenciennes |
| Ligue 1 1957/1958 | 26     | 5    | US Valenciennes |
| Ligue 1 1958/1959 | 33     | 5    | RC Lens         |
| Ligue 2 1959/1960 | 30     | 7    | Lille OSC       |
| Ligue 2 1960/1961 | 32     | 3    | Lille OSC       |
| Ligue 2 1961/1962 | 3      | 0    | Lille OSC       |
| Ligue 1 1961/1962 | 29     | 6    | CS Sedan        |
| Ligue 1 1962/1963 | 14     | 0    | CS Sedan        |
| Ligue 2 1963/1964 | 26     | 4    | Le Havre AC     |
| CELKEM Ligue 1    | 135    | 19   |                 |